# Scaramouche

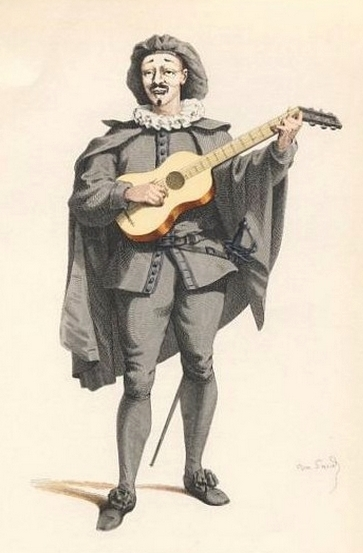
Scaramuccia, Figurine von Maurice Sand, 1860

Scaramouche, Scaramuz oder Skaramuz ist eine komische Figur des italienischen Volkstheaters Commedia dell’arte.

## Hintergrund
Das Wort stammt vom italienischen Wort Scaramuccia, auch Scaramuzzo, und bedeutet „Scharmützel“, auch im Sinne eines Wortgefechts. Im Französischen heißt die Figur Scaramouche, im Englischen kennt man umgangssprachlich den scaramouch im Sinne von „Großmaul“.
Skaramuz tritt meist in spanischer Tracht und ganz schwarz gekleidet auf. Er vertritt den Typus des neapolitanischen Abenteurers und Aufschneiders. Meist wird er am Ende von Arlecchino durchgeprügelt.
Zuerst wurde die Figur in Frankreich eine bedeutende Rolle. Der Schauspieler Tiberio Fiorilli (1608–1694) soll als Scaramouche schon den zweijährigen Ludwig XIV. (1638–1715) aufgemuntert haben. Danach entwickelte sich die Figur zu einem festen Bestandteil seines Theaters. Um 1680 trat der Scaramuccia erstmals anstelle des spanischen Capitano in den Stücken der Commedia dell’arte auf.

## Die Figur in Dichtung und Musik
- Georg Philipp Telemann (1681–1767) vertonte den Scaramouche in seiner Suite TWV 55:B8.
- Der Schriftsteller Rafael Sabatini lässt seinen Romanhelden André Moreau in seinem Roman Scaramouche (1921) in diese Rolle schlüpfen.
- Der französische Komponisten Darius Milhaud schrieb 1936 eine Vertonung für zwei Klaviere.
- Eine komplette Theatermusik auf das Libretto Scaramouche von Poul Knudsen und Mikael Trepka Bloch schrieb der finnische Komponist Jean Sibelius 1912 bis 1913.
- Die Figur kommt im Lied Bohemian Rhapsody der britischen Rockgruppe Queen vor. Zudem heißt eine der Protagonistinnen im Queen-Musical We Will Rock You Scaramouche.

## Verfilmungen
- 1923: Scaramouche, Regie: Rex Ingram, Darsteller: Ramón Novarro, Lewis Stone, Alice Terry (USA)
- 1952: Scaramouche, der galante Marquis, Regie: George Sidney, Darsteller: Stewart Granger, Eleanor Parker, Janet Leigh, Mel Ferrer (USA)
- 1956: Scaramouche, brasilianische Fernsehserie
- 1963: Das Geheimnis des Scaramouche, Regie: Antonio Isasi-Isasmendi, Darsteller: Gérard Barray, Michèle Girardon, Gianna Maria Canale (Frankreich, Italien, Spanien)
- 1965: Scaramouche, fünfteilige TV-Miniserie, Darsteller: Domenico Modugno, Vittorio Congia, Carla Gravina (Italien)
- 1972: La grande avventura di Scaramouche, Regie: Piero Pierotti
- 1973: Da Scaramouche or se vuoi l'assoluzione baciar devi sto… cordone!, Regie: Gianfranco Baldanello
- 1975: Los hijos de Scaramouche, Regie: George Martin, mit Sal Borgese
- 1976: Scaramouche, der Teufelskerl, Regie: Enzo G. Castellari, Darsteller: Michael Sarrazin, Ursula Andress (Italien)

## Trivia
- Der russische Geheimdienst-Agent Dmitri Badin benutzte den Namen als Pseudonym bei seiner Hacker-Tätigkeit.[1]